# Vodopád U Rybářů
Vodopád U Rybářů se nachází u levého břehu řeky Bečvy u osady Rybáře (části města Hranice) v Podbeskydské pahorkatině (na úpatí masivu kopce Maleník v pohoří Maleník) na katastru obce Paršovice v okrese Přerov v Olomouckém kraji na Moravě.

## Historie a popis
Vodopád vznikl uměle, odklonem koryta potoka při stavbě silnice. Z terénu je také patrné, že byl několikrát posunut. Vodopád je přibližně 3,5 m vysoký a rozdělený drobnými stupni a puklinami ve skále. Pod vodopádem je malá tůňka. Vzhledem k menšímu průtoku vody, je vodopád atraktivní především na jaře a na podzim, kdy je dostatek vody. V zimě vodopád vytváří ledopády. Vodopád se nachází ve výšce 286 metrů nad mořem. Kolem vodopádu vede značená turistická stezka a cyklostezka.

## Další informace

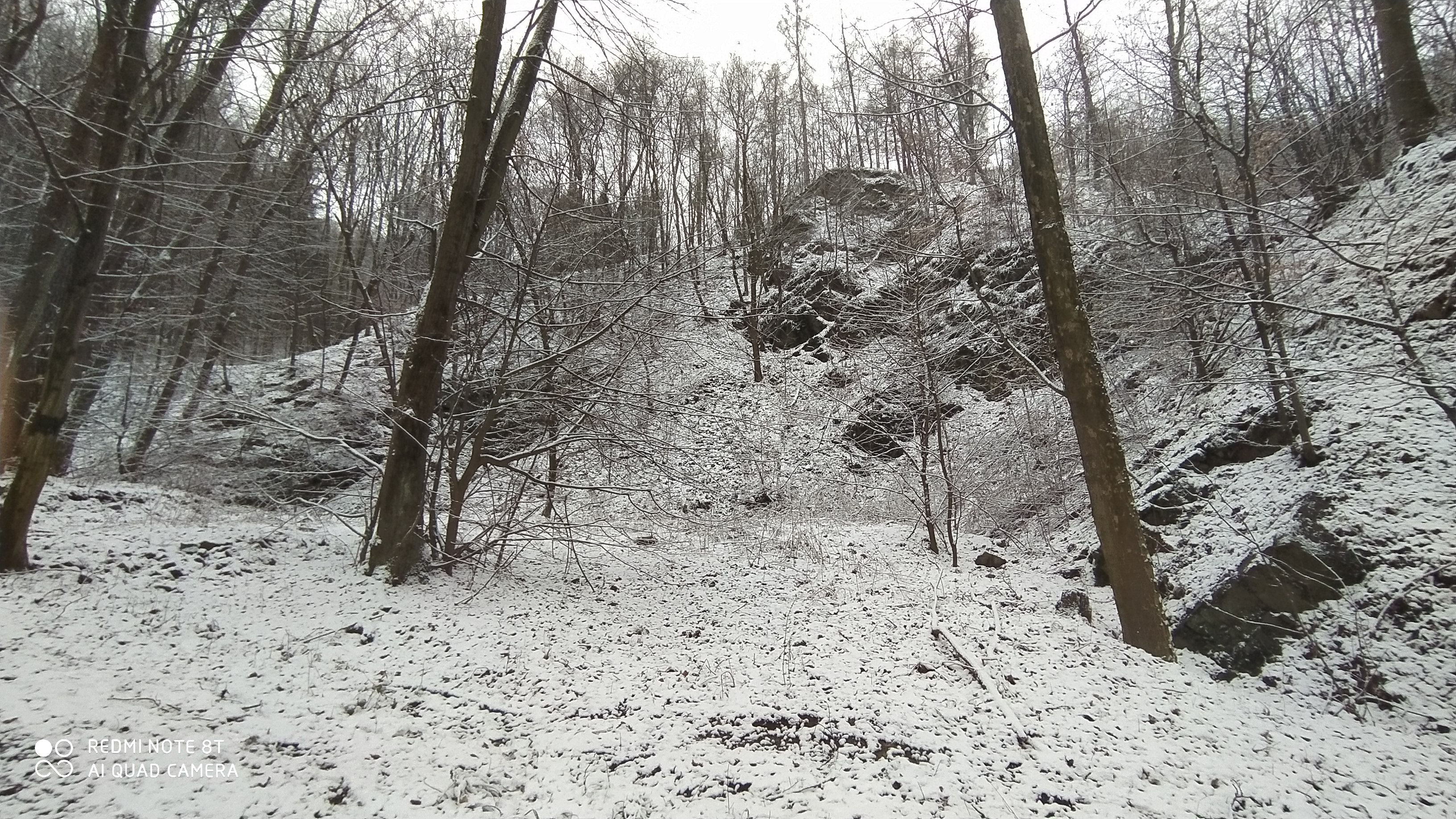
Skály u vodopádu

U vodopádu se nachází také skály ve svahu.
Poblíž se nachází přírodní rezervace Bukoveček, studánky U Samků a Na Křivém, hrad Helfštýn, kopce Maleník a Křivý a města Hranice a Teplice nad Bečvou.
Nedaleko od vodopádů je Cyklostezka Bečva a lávka na Rybářích přes řeku Bečvu.